# Linneryds kyrka

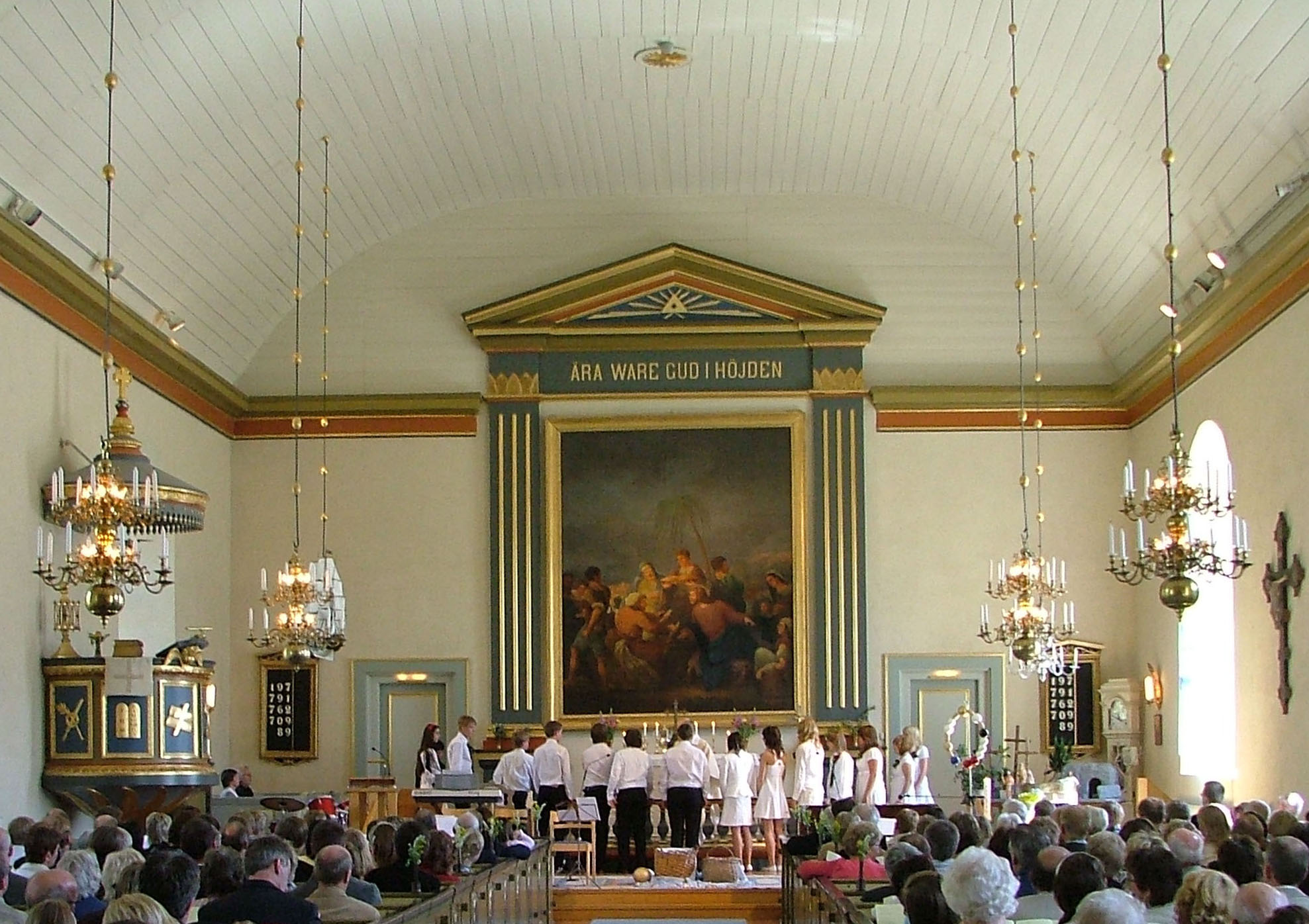
Konfirmation i kyrkan.

Linneryds kyrka är en kyrkobyggnad i Linneryd i Växjö stift. Den är församlingskyrka i Linneryds församling och tillhör Svenska kyrkan.

## Kyrkobyggnaden
Nuvarande kyrka föregicks av en medeltida stenkyrka som låg ett stycke öster om nuvarande kyrkplats. Det är inte omöjligt att kyrkan var av samma romanska typ som till exempel Jäts och Vederslövs gamla kyrka. Under 1700-talet ökade socknens befolkning, och eftersom den medeltida kyrkan ansågs vara för liten, beslöt man 1798 att uppföra en större kyrka som skulle kunna rymma socknens hela befolkning.
Nuvarande kyrka är uppförd 1797-1798 i empirestil  efter ritningar av arkitekt Gustaf Pfeffer vid Överintendentsämbetet. P J Gullin från Korrö var byggmästare. År 1806 invigdes kyrkan av biskop Ludvig Mörner.
Kyrkan, som är uppförd i sten, består av ett rektangulärt långhus med rakslutande korvägg och en bakomliggande  sakristia i öster och kyrktorn i väster. Tornet är försedd med dubbla ljudluckor i alla fyra väderstreck. På torntaket finns en lanternin som byggdes om 1833. Ett tornur tillkom 1913. Murarna är vitputsade utvändigt såväl som invändigt.
Kyrkorummet  som genomgått flera renoveringar präglas av ljus och rymd. Över kyrkorummet välver sig ett tunnvalvstak. Överst på långsidorna  löper ett listverk som avslutas i koret.

## Inventarier
- Medeltida dopfunt.
- Triumfkrucifix, troligen medeltida.
- Ett golvur  från 1784.
- Astronomiskt ur. Gåva av kyrkoherde K.L.Lundén som egenhändigt tillverkat det.
- På sista bänkraden finns en så kallad kyrktagningspall.
- Predikstolen är från 1850-talet och har en rundformad korg prydd med förgyllda symboler.
- Altartavlan är målad 1827 av Salomon Andersson och har motivet bespisningsundret.
- Altaruppställningen som omramar altartavlan tillkom 1898 och är ritad av Fredrik Ekberg. Den består av två  pilastrar med ett trekantig överstycke med ett Gudsöga i en strålsol. Nederst text med förgyllda bokstäver: ÄRA VARE GUD I HÖJDEN.
- Altarringen tillkom vid renoveringen 1898.
- Bänkinredning med dörrar mot mittgången.
- Ett tremastat votivskepp, Carl Johan, tillverkat av A F Renström 1829.
- Orgelläktare med utsvängt mittstycke (utökad  och försedd med ny barriär 1898).

## Orgel
- Sannolikt fick kyrkan sin första orgel 1839 som var tillverkad av J.M. Blomqvist. Den renoverades 1850 av August Rosenborg, Örberga och hade arton och en halv stämmor. År 1870 utförde C.A. Johansson i Broaryd Nöbbele en ombyggnad.
- År 1922 byggde Walcker Orgelbau ett nytt orgelverk med tjugoen stämmor.
- En ny orgel byggd av J. Künkels Orgelverkstad 1967 med mekanisk traktur och elektrisk registratur tillkom. Den har fria och fasta kombinationer. Fasaden härrör sannolikt från den äldsta orgeln.

| Huvudverk I         | Öververk II          | Pedal              | Koppel |
| Principal 8´        | Gedackt 8´           | Subbas 16´         | I/P    |
| Rörflöjt 8´         | Principal 4´         | Oktava 8´          | II/P   |
| Oktava 4´           | Koppelflöjt 4´       | Kvintadena 4´      | II/I   |
| Spetsflöjt 4'       | Koppelflöjt 4'       | Rauschkvint 5 chor |        |
| Waldflöjt 2'        | Kvinta 1 1/3' + 8/9' | Basun 16'          |        |
| Sesquialtera 2 chor | Scharf 3 chor        |                    |        |
| Mixtur 2 chor       | Rörskalmeja 8'       |                    |        |
| Trumpet 8'          | Tremulant            |                    |        |
|                     | Crescendosvällare    |                    |        |